# Sansepolcro
Sansepolcro, prej Borgo Santo Sepolcro, je mesto in občina, ustanovljeno v 11. stoletju, ki se nahaja v italijanski pokrajini  Arezzo v vzhodnem delu italijanske dežele Toskana.
Mesto se nahaja v zgornjem toku reke Tibere in je rojstno mesto slikarjev Piera della Francesca, Raffaellino del Colle (Rafaelov učenec), Mattea di Giovannija, Santija di Tita in Angiola Tricce. Bil je tudi rojstni kraj italijanskega matematika Luce Paciolija in Mattea Cionija, ki je v latinščino prevedel razpravo Piera delle Francesce o perspektivi v slikarstvu (De prospectiva pingendi).
Danes gospodarstvo mesta temelji na kmetijstvu, industrijski proizvodnji, predelavi hrane in farmacevtskih izdelkih. To je sedež testenin Buitoni, ki ga je leta 1827 ustanovila Giulia Buitoni.

## Zgodovina
Po izročilu je do ustanovitve mesta prišlo zaradi dveh romarjev iz 9. stoletja v Sveto deželo, Arcanusa in Gilesa, ki sta se vrnila v to regijo in zgradila kapelo, posvečeno svetemu Leonardu - katere ruševine danes ležijo pod sedanjo stolnico v Sansepolcru - kjer so vzpostavili samostanski način življenja. S seboj so prinesli kamen iz cerkve Svetega groba v Jeruzalemu (torej San Sepolcro) iz svetišča, ki je izvor imena samostana, saj je postal priljubljeno romarsko mesto. Kmalu je prerasel v benediktinsko opatijo Sansepolcro (Badia). Samostan je bil razglašen za opatijo nullius (teritorialna opatija).
Prve zgodovinske omembe Sansepolcra segajo v leto 1012 in se nanašajo na gradnjo samostana, okoli katerega se je začela razvijati občina, ker jo je cesar Konrad II., sveti rimski cesar, razglasil za tržno mesto. Samostan se je v naslednjem stoletju odločil, da se pridruži menihom kamaldolskega reda s sedežem na tem območju. Med spopadi med gvelfi in gibelini so mestne frakcije vodile ugledne lokalne družine, med njimi Pichi, Bercordati, Graziani in Bacci.
Zaradi svoje osrednje lege na lokalnih trgovskih poteh so v 13. stoletju nadzor nad mestom terjale in zasegle različne sile v regiji, ki so prehajale od Uguccione della Faggiola, gospodarja iz Pise, do Guida Tarlatija, škofa iz Arezza, in njegovega brata Piera Saccone Tarlati di Pietramala, ki je vladal iz Città di Castello in nato do vladavine Papeške države. Lokalno narečje pravzaprav izhaja iz govora Citta 'di Castello in doline Casentino, ki je prispela kasneje. Leta 1367 je papež Urban V. dal mesto in okolico contrada družini Malatesta, katere dediči so mu vladali, dokler v 15. stoletju z odobritvijo apeža Evgenija IV. ni prevzela nadzor Florentinska republika. Stoletje pozneje ga je papež Leon X. povzdignil v mesto.
Med drugo svetovno vojno je bilo mesto rešeno pred uničenjem s prizadevanji Tonyja Clarka, častnika britanske kraljeve artilerije, ki je ustavil zavezniški topniški napad, da bi rešil fresko Piera della Francesca Vstajenje.

## Geografija
Občina obsega okoli 91 km². Leži 25 km severno od Arezza in 80 km jugovzhodno od Firenc ob Tiberi. 
Deli občine so Aboca, Basilica, Cignano, Giardino, Gragnano, Gricignano, Melello, Montagna, Santa Fiora und Trebbio. 
Sosednje občine so: Anghiari, Badia Tedalda, Borgo Pace (PU), Citerna (PG), Città di Castello (PG), Pieve Santo Stefano in San Giustino (PG). 

## Znamenitosti
Glavna cerkev je  stolnica sv. Janeza Evangelista, zgrajena v romansko-gotskem slogu v letih 1012–49. Drugi pomembni cerkvi sta San Francesco in San Lorenzo. Slednja cerkev ima Snemanje s križa Rossa Fiorentina.
Angleški pisatelj Aldous Huxley je Vstajenje Piera delle Francesce, ki je v Museo Civico, označil za »največjo sliko na svetu«. Muzejska zbirka vključuje še tri dela Piera della Francesca in številne druge zaklade, vključno s slikami Santija di Tita, Raffaellina del Colleja in Luce Signorellija.

## Pobratena mesta
Sansepolcro je pobraten z: 
- Neuchâtel, Švica
- Neuves-Maisons, Francija
- Sinj, Hrvaška

## Pomembni meščani
- Piero della Francesca (1420–1492), slikar in matematik
- Matteo di Giovanni, tudi Matteo da Siena (1435–1495), slikar
- Luca Pacioli (1445–1517), frančiškan in matematik
- Raffaellino del Colle (1490–1566), slikar
- Giovanni de Vecchi (1536–1615), slikar
- Giovanni Alberti (1558–1601) in drugi člani slikarske družine Alberti